# Lipie (przełęcz)
Przełęcz Lipie – przełęcz w Grupie Żurawnicy pomiędzy szczytami Gołuszkowej (715 m) i Lipskiej Góry (625 m). W regionalizacji fizycznogeograficznej Polski według Jerzego Kondrackiego zaliczana jest do Beskidu Małego, w nowszej regionalizacji z 2018 roku do Pasm Pewelsko-Krzeszowskich.
Przełęcz ma wysokość 485 m. Przebiega przez nią asfaltowa droga, łącząca przysiółki położone w dolinie Błądzonki ze Stryszawą Dolną. Po zachodniej stronie przełęczy Lipie znajduje się osiedle Błachutówka, na wschodnich jej stokach osiedle Knapiki.
W istocie są dwie przełęcze; po południowej stronie drogi znajduje się bowiem jeszcze niewybitny szczycik (około 515 m), a pomiędzy nim, a właściwym szczytem Lipskiej Góry jest jeszcze jedna przełęcz o wysokości 509 m i osiedle Lipie. Tymczasem mapa Compassu podaje dla przełęczy Lipie wysokość 516 m – wysokość ta jest większa od wysokości obydwu przełęczy w Geoportalu, a odpowiada wysokości szczytu między nimi.
Przełęcz Lipie ma jeszcze inną nazwę – Przełęcz Wajdowa. Ta nazwa pochodzi od słowa wajda oznaczającego wojewodę. Wśród domów w rejonie przełęczy rośnie dwupienna lipa o obwodzie pnia 5 m.
Przez przełęcz Lipie przebiega granica między miastem Sucha Beskidzka (stok wschodni) i wsią Lachowice (stok zachodni) – obydwie w województwie małopolskim, w powiecie suskim. Z przełęczy Lipie roztacza się panorama widokowa obejmująca Pasmo Jałowieckie, Pasmo Pewelskie i Pasmo Solnisk. Za nimi widoczna jest Babia Góra.
Szlaki turystyczne
 Sucha Beskidzka – Lipska Góra – przełęcz Lipie – Gołuszkowa – Carchel – Żurawnica – Krzeszów.